# Das Leben ist ein Traum

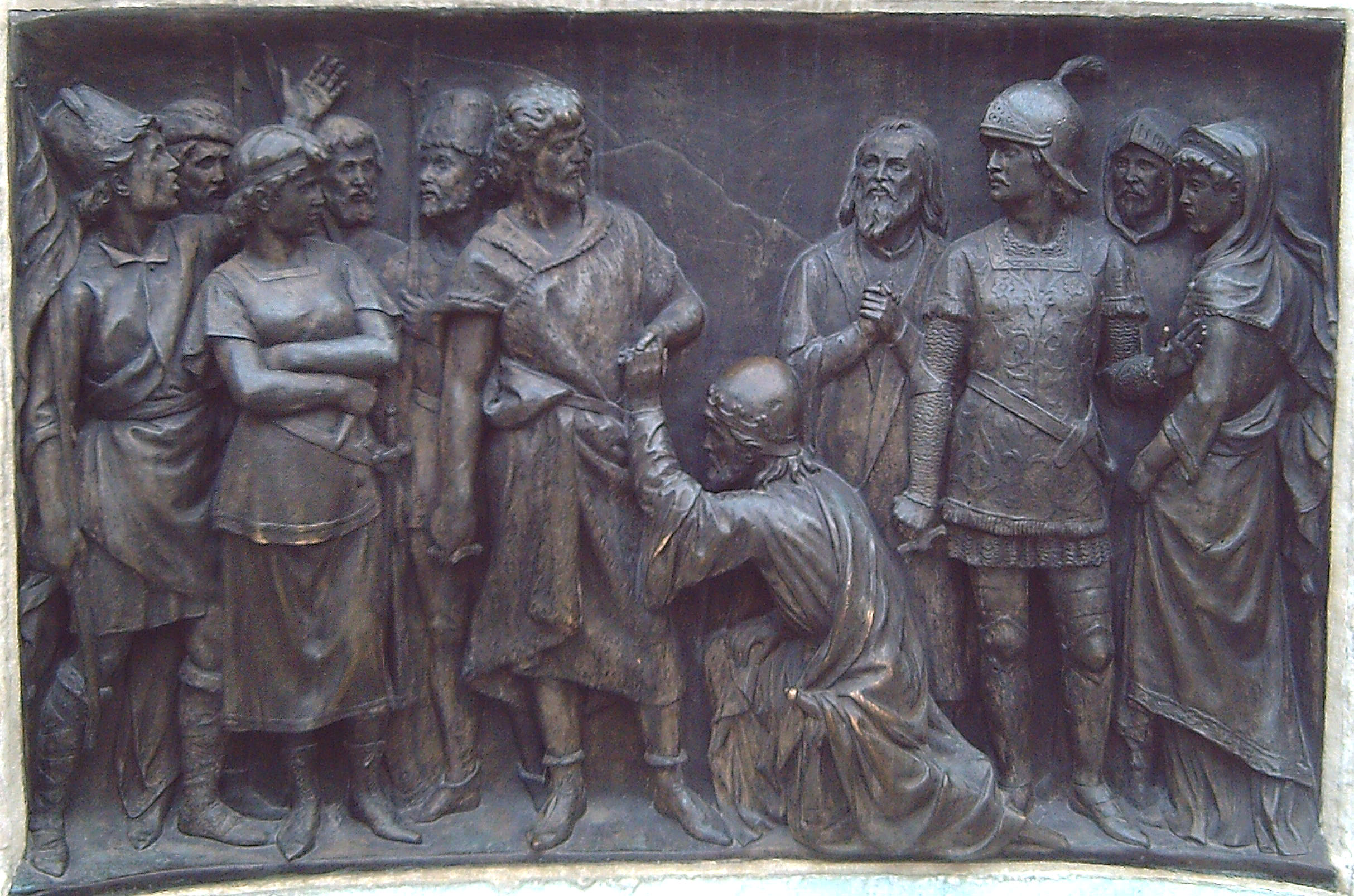
Detail des Monuments für Calderón in Madrid

La vida es sueño (spanisch) mit deutschem Titel „Das Leben ein Traum“ bzw. „Das Leben ist Traum“, bisweilen auch „Das Leben ist ein Traum“, ist eines der bekanntesten Versdramen des spanischen Dramatikers und Poeten Pedro Calderón de la Barca. Es behandelt in drei Akten die Frage nach dem freien Willen und dem Schicksal.
Das Drama entstand 1634/35 und wurde 1635 im Madrider Palacio Real uraufgeführt. Als Druck erschien es zuerst 1636 auf Betreiben des Bruders von Calderón in den beiden Bänden dramatischer Werke.

## Handlung

### Hauptstrang
Basilius, der König von Polen und Amateurastronom, liest aus den Sternen, dass die Geburt seines einzigen Sohnes Sigismund (im Original: Segismundo) unter schlechten Vorzeichen steht. Aus Sorge, der Sohn werde als sein Nachfolger eine Tyrannenherrschaft über Polen ausrufen, lässt er Sigismund bereits als Kind in ein Turmverlies werfen, in dem dieser die Welt ausschließlich aus den Erzählungen des ihm zum Lehrmeister bestellten Clotaldo kennenlernt. Als Basilio älter wird und sich die Nachfolgefrage stellt, beschließt der König, seinen Sohn und die Sterne doch auf die Probe zu stellen. Unter der Einwirkung eines Schlafmittels wird Sigismund zum ersten Mal und unvermittelt ins Königsschloss gebracht und mit allen Mitteln und Annehmlichkeiten der Macht ausgestattet. Über seine wahre Identität und Geschichte aufgeklärt, lässt Sigismund die Befürchtungen seines Vaters wahr werden. Kaum an die Macht gekommen, regiert der Sohn mit Mord und einer versuchten Vergewaltigung. Sigismund wird erneut in den Kerker geworfen. Um ihn zu trösten, soll ihm der Tag seiner Regentschaft nur als ein kurzer Traum erscheinen, aus dem er nun erneut in der Gefangenschaft erwacht. Als Aufständische Sigismund kurze Zeit später abermals aus seinem Gefängnis befreien und ihn erneut zum Regenten küren, hat Sigismund jedoch aus seinen Erfahrungen gelernt. Nach dem Kampf gegen die Truppen des Vaters erweist er sich bei der neuerlichen Verwirklichung seines Traums als weiser und gerechter Herrscher.

### Nebenhandlungen
Eingeflochten in diesen Hauptstrang sind die Geschichten von Rosaura und Clarin sowie von Estrella und Astolfo. Rosaura ist eine junge Moskoviterin, die dem Charme des Neffen des polnischen Königs und Moskauer Grafen Astolfo erlegen ist, von ihm jedoch bald verlassen wurde. Mit ihrem Gefährten, dem „gracioso“ (eine Art Narrenfigur des spanischen Barocktheaters) Clarin folgt sie Astolfo nach Polen, wo sie an dem Turmverlies zufällige Zeugin von Sigismunds Schicksal wird, das sie über das eigene Geschick tröstet. Clotaldo kommt hinzu, verhaftet Rosaura, um sie vor den König zu führen. Rosaura, als junger Mann verkleidet, führt ein Schwert mit sich, das Clotaldo als das seines eigenen Sohnes erkennt, den er nun vor sich wähnt. Seine Loyalität zum König, der das Vergehen, mit dem Gefangenen Sigismund zu reden, mit dem Tode bestrafen wird, siegt über das Vaterherz. Allein, dass Basilio inzwischen die Existenz seines Sohnes öffentlich gemacht hat, rettet Rosaura das Leben. Astolfo verbündet sich mit seiner Cousine Estrella, der Entdeckung eines natürlichen Thronfolgers entgegenzutreten. Am Tag der probeweise angetretenen Regentschaft Sigismunds tritt Rosaura ihm als Kammermädchen Estrellas entgegen und wird so Opfer seiner gewalttätigen Nachstellung. Während Rosaura die sich anbahnende Heirat zwischen Astolfo und Estrella durch eine List zu verhindern weiß, wird Sigismund erneut betäubt und wieder in den Turm gesperrt. Im Finale tritt Rosaura, auf die Wiederherstellung ihrer Ehre bedacht, Sigismund noch einmal entgegen. Gegen den eigenen Wunsch, diese Frau zu besitzen, entschließt Sigismund sich, ihre Ehre durch die Heirat mit dem Verführer Astolfo wiederherzustellen. Seine Aufgabe als neuer König jedoch gebietet die standesgemäße Ehe mit Estrella. Clotaldo erkennt schließlich in Rosaura nicht seinen Sohn, wohl aber seine Tochter wieder.

## Wertung
Das Stück gehört zur Form der spanischen comedia des Siglo de Oro, die sich durch zwei Handlungsstränge und eine Mischung von pathetischem Ernst und oft philosophischer Komik auszeichnet. Die strukturelle Einheit des Stücks bilden die vergleichbaren – und von Rosaura/Sigismund tatsächlich verglichenen – Ausgangssituationen des Zurückgewiesenen bzw. des Ausgestoßenen (beide sind vom Unglück gezeichnet und auf sich gestellt). Die gegenseitige Abhängigkeit beider in der Fortentwicklung ihrer Geschichten und in der Befreiung von ihrem Geschick wird vermittelt durch Clotaldo, der in Personalunion Berater Basilios, Vater Rosauras, Aufseher und Lehrer ist. Rosauras Ehre und Sigismunds Freiheit sind komplementäre Werte des in der Dramenhandlung wiederhergestellten absolutistischen Menschen- und Herrscherbildes. Insofern der Mensch seine Ehre auf die Legitimität des Besitzes gründet (aus der Verführung wird die legale Ehe), kann er diese Ehre bewahren bzw. rekonstituieren; analog dazu kann der Herrscher seine absolute Freiheit verwirklichen, indem er sich Selbstbeschränkung (Mäßigung) auferlegt und Verantwortung für den Staat auf sich nimmt.

## Aufführungsgeschichte
- 1636 Uraufführung in Madrid, Palacio Real (Hoftheater, dessen Intendant Calderón war)
- 1639 deutsche Erstaufführung in Hamburg
- 1666 deutschsprachige Aufführung in München
- 1674 als „Prinz Sigismundo“ in Dresden gespielt
- 1690 die Truppe des Magister Velten spielt „Prinz Sigismund in Polen“
- 1717 erste Aufführungen in Frankreich und Italien
- 1760 Wien
- 1812 Weimar, Hoftheater (Bearbeitung von Riemer und Einsiedel, Regie: Goethe)

Auf deutschen Bühnen spielen im 20. Jahrhundert viele große Schauspieler die Rolle des Sigismund (zum Beispiel Josef Kainz, Burgtheater 1900/02 – Horst Caspar, Düsseldorf 1951/52 – Will Quadflieg, Hamburg 1952/53 – Thomas Holtzmann, Burgtheater Wien 1964/65 – Karl-Heinz Martell, Düsseldorf 1964/65).

## Bearbeitungen

### Bearbeitungen Schauspiel
Das Stück hat seit einer Bearbeitung von 1693 (C. H. Postel: Der Königliche Prinz aus Polen Sigismundus), der freie Adaptionen von Wanderbühnen vorausgingen, im deutschsprachigen Raum viele Übersetzer und Bearbeiter gefunden.
Am bekanntesten sind die Bearbeitungen von Franz Grillparzer: Der Traum ein Leben (1840) und von Hugo von Hofmannsthal: Der Turm.
Motive und Personen des Stückes verwendet Pier Paolo Pasolini für sein Drama „Calderón“ von 1973 (dt. in Übersetzung von Heinz Riedt 1985).
2006 zeigte die Ruhrtriennale eine Bearbeitung von Koen Tachelet mit Musik von Peter Vermeersch, 2007 das Bayerische Staatsschauspiel eine vielbeachtete Neuübersetzung von Georg Holzer. Zu den Übersetzern zählen außerdem Joseph Schreyvogel (1816), Wilhelm von Scholz (1933), Max Kommerell (1942), Hans Schlegel (1949), Eugen Gürster (1950) und Heinrich Koch (1963).
Calderón selbst arbeitete 1677 die comedia zu einem auto sacramental (geistliches Festspiel) um. Darin treten reine Typen auf, aus Basilio ist Gott selbst geworden und Sigismund der Mensch schlechthin.

### Bearbeitungen für Musiktheater
- 1693 wird erstmals eine deutsche Oper „Sigismondo“ erwähnt.
- Gioachino Rossini komponierte für das Teatro La Fenice in Venedig 1814 einen „Sigismondo“.[1]
- 1940/41 komponierte Gian Francesco Malipiero La vita è sogno (Uraufführung 1943 in Breslau).

Es gibt noch weitere Fassungen für Musiktheater.